# Oytai Henrik
Oytai Henrik (latinul: Henricus Totting de Oyta), (Friesoythe, 1330 körül – Bécs, 1397. május 12.) középkori német származású, de élete jelentős részét Franciaországban töltő filozófus és teológus.
A Párizsi Egyetemen tanult és tanított, majd a Prágai Egyetem, később a Bécsi Egyetem teológiai tanára lett. Ebben a minőségében hunyt el 1397-ben. Quaestiokat hagyott hátra Porphüriosz Iszagógéjáról, három Tractatus de anima et potentiis eiust, egy gazdaságtani értekezést Tractatus moralis de contractibus reddituum annuorum címmel. Fennmaradt tőle egy Szentencia-kommentár is. Műveit gyakran összekeverik egy hasonló nevű tudóséval, Oytai Pape Henrikéival.